# Духовшчина
Духовщина (на руски: Духовщина) е град в Русия, административен център на Духовщински район, Смоленска област. Населението на града към 1 януари 2018 година е 4103 души.